# Impasse Paul-Louis-Courier
L'impasse Paul-Louis-Courier est une voie située dans le quartier Saint-Thomas-d'Aquin du 7e arrondissement de Paris.

## Situation et accès
L'impasse Paul-Louis-Courier est desservie par la ligne 12 à la station Rue du Bac.

## Origine du nom

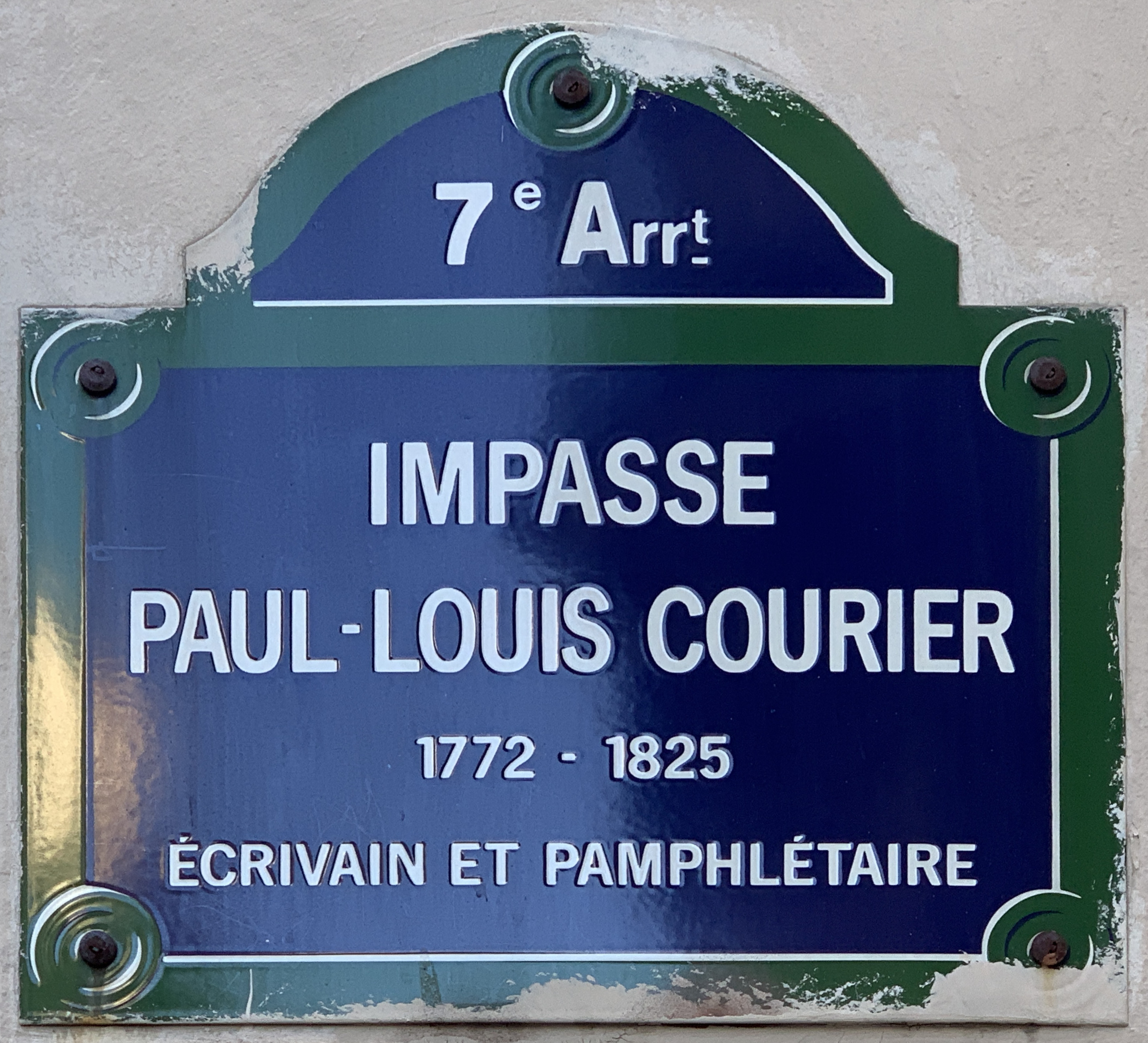
Plaque de l'impasse.

La voie prend le nom de l'écrivain Paul-Louis Courier (1772-1825) en raison de sa proximité avec la rue Paul-Louis-Courier.

## Historique
Cette voie est ouverte à la circulation publique par un arrêté du 23 juin 1959.